# Robert Eriksson

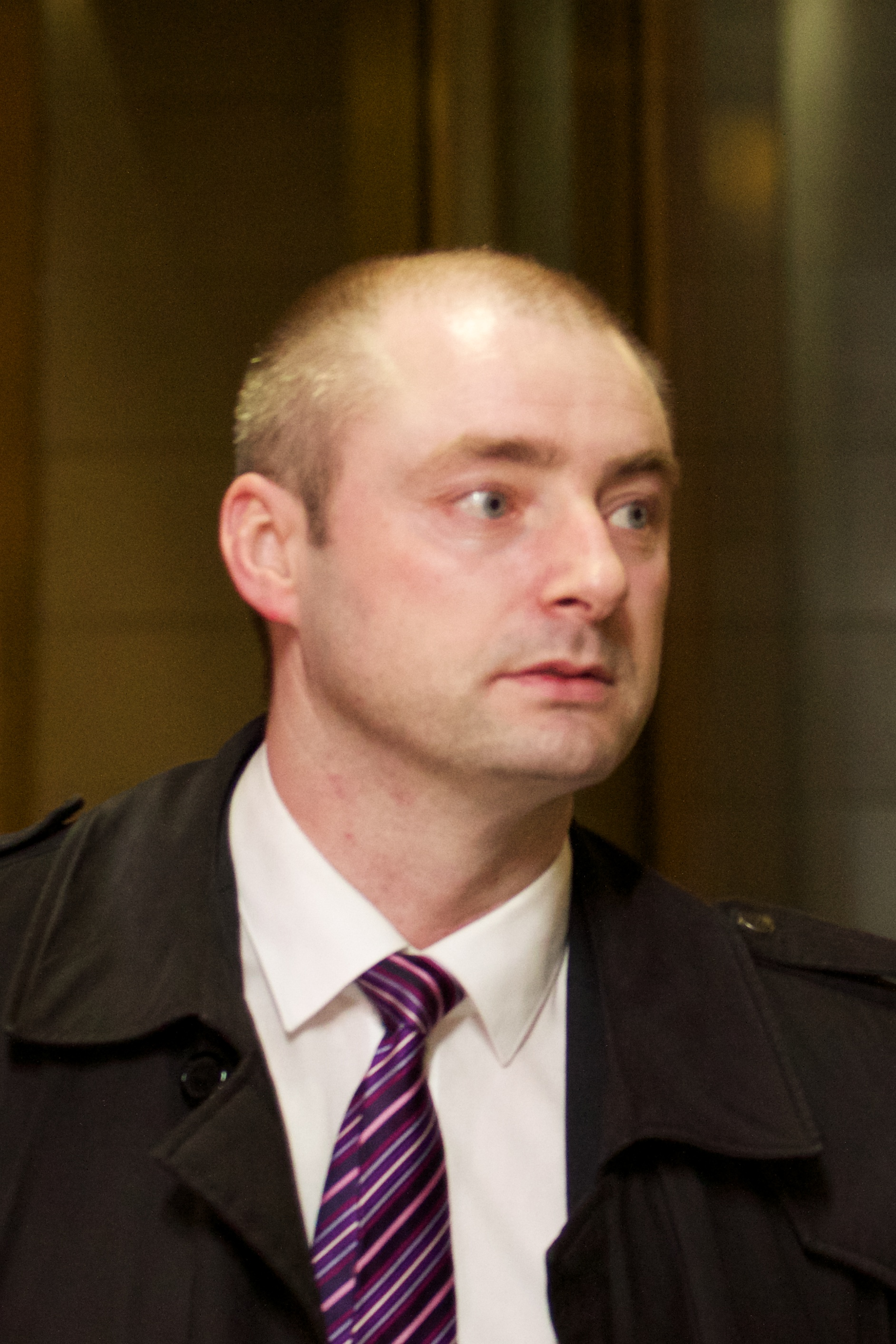
Robert Eriksson, 2014

Robert Eriksson (* 23. April 1974 in Levanger) ist ein norwegischer Politiker der Fortschrittspartei (FrP). Zwischen 2005 und 2013 war er Abgeordneter im Storting und von Oktober 2013 bis Dezember 2015 der Arbeits- und Sozialminister seines Landes.

## Leben
Eriksson schloss im Jahr 1993 seine Zeit an der weiterführenden Schule in Verdal ab. Anschließend leistete er von 1993 bis 1994 seine Wehrpflicht ab. 1995 studierte er Betriebswirtschaftslehre an der Høgskolen i Nord-Trøndelag. Während dieser Zeit war er in der Jugendorganisation Fremskrittspartiets Ungdom (FpU) engagiert. So war er etwa zwischen 1991 und 1994 Vorsitzender der FpU in der damaligen Provinz Nord-Trøndelag und von 1998 bis 2000 stellvertretender Vorsitzender auf Landesebene. In den Jahren 1991 bis 2011 saß er im Kommunalparlament der Gemeinde Verdal. Zudem war er von 1995 bis 2005 Abgeordneter im Fylkesting von Nord-Trøndelag. Zwischen 2001 und 2005 arbeitete Eriksson als Geschäftsführer in Levanger. Des Weiteren fungierte er von 2002 bis 2008 als FrP-Vorsitzender in Nord-Trøndelag.
Bei der Parlamentswahl 2005 zog Eriksson erstmals in das norwegische Nationalparlament Storting ein. Dort vertrat er den Wahlkreis Nord-Trøndelag und wurde Mitglied im Arbeits- und Sozialausschuss. Nach der Wahl 2009 übernahm er den Vorsitz des Ausschusses. Er schied im Herbst 2013 aus dem Parlament aus.
Am 16. Oktober 2013 wurde Eriksson zum Arbeits- und Sozialminister in der neu gebildeten Regierung Solberg ernannt. Er wurde am 16. Dezember 2015 von diesem Amt verabschiedet, da im Zuge einer Regierungsumbildung der Posten an Anniken Hauglie, einer Politikerin der konservativen Partei Høyre, fallen sollte.
Im Juni 2016 gab er bekannt, bei der Stortingswahl 2017 nicht antreten zu wollen. Im selben Jahr begann bei der PR-Firma MSLGROUP seine Tätigkeit als Berater. Im Juni 2017 übernahm er als Geschäftsführer der Norske Sjømatbedrifters Landsforening, einem Wirtschaftsverband der norwegischen Fischereifirmen.

## Werke
- 2016: Bare gjør det. Trofast rebell for Siv og Erna. Kagge forlag Oslo